# Čemernica Lonjska
Čemernica Lonjska is een plaats in de gemeente Kloštar Ivanić in de Kroatische provincie Zagreb. De plaats telt 279 inwoners (2001).